# Condado de Shelburne (Nova Escócia)
O Condado de Shelburne é um dos 18 condados da província canadense de Nova Escócia. A população do condado é de cerca de 13,966 habitantes e a área territorial é de 2,467.39 quilômetros quadrados.